# 180. meridijan
Stoosamdeseti meridijan ili antimeridijan je linija zemljopisne dužine točno nasuprot Griničkog meridijana. Ovaj meridijan služi kao zapadna granica zapadne polutke i istočna granica istočne polutke. Služi kao osnova za međunarodnu datumsku granicu jer uglavnom prolazi kroz otvorene vode Tihog oceana. Međutim, ipak prolazi kroz sljedeće zemlje:
- Rusija
- Sjedinjene Američke Države
- Kiribati
- Tuvalu
- Fidži
- Novi Zeland
- Antarktika